# Харла (держава)
Харла — середньовічна африканська держава в Східній Ефіопії та Сомаліленді, що утворилася об'єднання протодержав народу харла. Підкорена у X ст. державою Шова.

## Історія
Знання переважно здобуто внаслідок археологічних розвідок. Доведено, що держава сформувалася на початку VI ст. Проте обставини цього достеменно невідомі. Внаслідок загарбницьких кампаній, розширили панування до Аденської затоки.
У першій половині X ст. після занепаду Аксуму триває боротьба з державою Загве і султанатом Шова. В результаті приблизно в 960-х роках останній підкорив Харлу.

## Устрій
Столицею було місто Харлаа (неподалік від сучасного міста Харер, що являло собою великий міський центр, який займав площу близько 500 м зі сходу на захід та 900 м з півночі на південь, за винятком віддалених цвинтарів. Він складався з кількох елементів, включаючи центральний поселений район, майстерні, 3 ранні мечеті, криниці, довгі фортифікаційної стіни та кладовища на північ, схід та захід.

## Економіка
Основу становили землеробство, скотарство (свинарство, вівчарство, вирощування великої рогатої худоби, віслюків та верблюдів), рибальство і торгівля. Певний час головним торгівельним конкурентом було Аксумське царство. Відомі торгівельні контакти з халіфатами Омеядів і Фатимідів, султанатами Айюбідів і мамлюків. Держава мала власну валюту.

## Культура
До початку VIII ст. сповідувалося поганство. Потім починає поступово поширюватися іслам, насамперед через купців. Згодом мусульманами стали володаря Харли, а зрештою ісламізувалася решта населення. Існував власний календар.